# 秋元波留夫

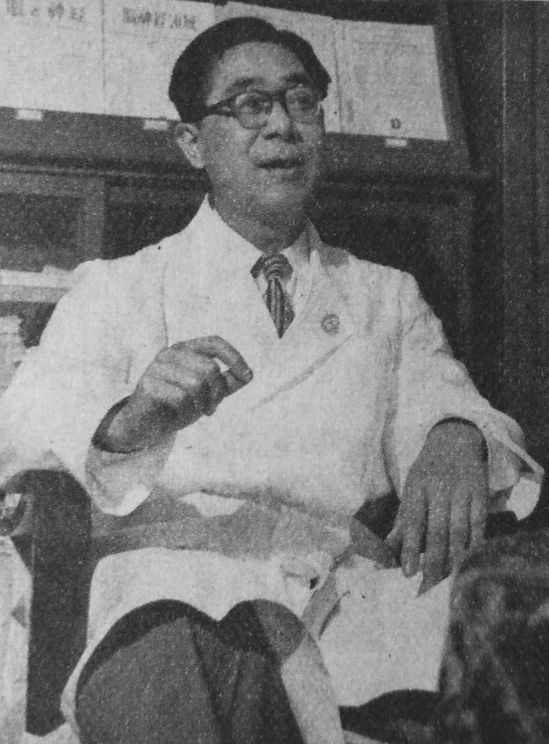
1954年

秋元 波留夫（あきもと はるお、1906年1月29日 - 2007年4月25日）は、日本の医学者・精神科医。

## 経歴
長野県長野市出身。一家は旧諏訪藩士の家系。3歳時に一家で上京。旧制京華中学、1925年旧制松本高等学校理科甲類を卒業、1929年東京帝国大学（後の東京大学）医学部卒業。その後北海道帝国大学（後の北海道大学）医学部助手に就任。その後、東京帝国大学医学部副手、同学部講師、旧制金沢医科大学（後の金沢大学医学部）教授を経て1958年に東京大学医学部教授に就任した。1936年医学博士（北海道大学）。論文の題は「失行症本質論 」。
長く日本の精神医学界の権威として活躍。帝銀事件に関して、平沢貞通の有罪の証拠とされた精神鑑定の結果を誤りであると指摘し注目を集めた。また、100歳を超えてからオウム真理教教祖の麻原彰晃（松本智津夫）の精神鑑定を行って話題を呼んだ。
1977年叙勲二等授旭日重光章。
ほかに、平沢貞通氏を救う会会長、国立武蔵療養所名誉所長、東京都立松沢病院院長、日本精神衛生会会長、日本精神保健政策研究会会長、きょうされん理事長などの要職を歴任した。
病体生理研究所を創立した秋元寿恵夫は実弟である。

## 著書
- 『失行症』金原商店、1935　のち東京大学出版会
- 『異常と正常 精神医学の周辺』東京大学出版会 1966
- 『精神医学と反精神医学』金剛出版、1976
- 『心の病気と現代』東京大学出版会、1976
- 『真理の帯』新樹会創造出版、1978
- 『心の医療 生きる権利の原点をもとめて』大月書店、1980
- 『迷彩の道標 評伝/日本の精神医療』NOVA出版、1985
- 『精神障害者の医療と人権』ぶどう社、1987
- 『精神障害者リハビリテーション その前進のために』金原出版、1991
- 『精神医学逍遙』医学書院、1994
- 『空想的嘘言者に蹂躪された日本 社会病理学的一考察』新樹会創造出版、1996
- 『実践精神医学講義』日本文化科学社、2002
- 『AUM　科学的記録』新樹会創造出版、2002
- 『新・未来のための回想』新樹会創造出版、2002
- 『精神医学遍歴の旅路　10の講演』新樹会創造出版、2004
- 『刑事精神鑑定講義』新樹会創造出版、2004
- 『99歳精神科医の挑戦 好奇心と正義感』上田敏構成　岩波書店、2005

### 共編著
- 『職場の異常心理』編　日本工業新聞社 1970
- 『作業療法の源流』編著 金剛出版 1975
- 『神経心理学の源流（失語編）』共編、新樹会創造出版、1982-84
- 『てんかん学』山内俊雄共編、岩崎学術出版社、1984
- 『てんかん学の進歩』No.1-3　山内俊雄共編、岩崎学術出版社、1986-96
- 『精神を病むということ』上田敏共著、医学書院、1990
- 『新作業療法の源流』富岡詔子共編著、三輪書店、1991
- 『精神障害者のリハビリテーションと福祉』調一興,藤井克徳共編、中央法規出版、1999
- 『神経心理学の源流（失行編・失認編）』杉下守弘、小山善子、大橋博司共編、新樹会創造出版、2002
- 『二十一世紀日本の精神医療 過去・現在・未来を見据えて』仙波恒雄,天野直二共著 SEC出版 2003
- 『忘れられた歴史はくり返す 障害のある人が戦場に行った時代』清水寛共著、きょうされん、2006

### 翻訳
- アンリ・バリュック『社会精神医学』鳥居方策共訳 白水社 文庫クセジュ　1960
- ジャン・ドレ, ピエール・ドニケル『臨床精神薬理学』栗原雅直共訳　紀伊国屋書店 1965
- W.R.ブレイン『失語症』監訳、松本秀夫,豊田純三訳　東京大学出版会、1978
- 『てんかんリハビリテーション』監訳、新樹会創造出版、1980
- David H.Clark『精神医学と社会療法』北垣日出子共訳、医学書院、1982
- マルコム・レーダー『裁かれる精神医学』共訳、新樹会創造出版、1982
- S.ブロック, P.レダウェイ『政治と精神医学』加藤一夫、正垣親一共訳、みすず書房、1983
- マーガレット・ハイド『あなたの脳』新井翠子共訳、東京図書、1983
- Nancy C.Andreasen 編『分裂病の最新研究』監訳、新樹会創造出版、1996
- P.Flor-Henry『精神病理学と脳』監訳、藤元登四郎訳　新樹会創造出版、1999
- ジャクソン『神経系の進化と解体』監訳、新樹会創造出版、2000
- アルベルト・シュワイツァー『イエスの精神医学的考察　正しい理解のために』新樹会創造出版、2001
- アンリ・エー『精神医学とは何か 反精神医学への反論』監修 藤元登四郎,山田悠紀男訳 「新樹会」創造出版 2002
- アントン・デルブリュック『空想虚言者』新樹会創造出版、2007

### 監修
- ヘルマン・ジモン「精神病院における積極的治療法」医学書院　1978年　
  - 『精神科作業療法講義 心の病気の積極的治療』監修 栗秋要,吉原林,長谷川保訳 新樹会創造出版 2007
- 『てんかん』監修、日本文化科学社、1978
- 『内村祐之――その人と業績』監修、新樹会創造出版、1982
- 『21世紀に向けてのメンタル・ヘルス』 監修、日本精神衛生会、1991
- 『精神医学とは何か』新樹会創造出版、2002
- 『精神科作業療法講義』新樹会創造出版、2007